# Lebesgueův bod
Pojem Lebesgueův bod zobecňuje v matematické analýze vlastnost spojitých funkcí, že jejich integrál přes malou kouli dělený objemem této koule se pro dostatečně malé poloměry blíží k hodnotě funkce ve středu koule.

## Definice
Bod {\displaystyle x\in \mathbb {R} ^{d}} je Lebesgueův bod funkce {\displaystyle u\in L_{loc}^{1}(\mathbb {R} ^{d})}, právě když
{\displaystyle \lim _{r\rightarrow 0+}{\frac {1}{|B_{r}(x)|}}\int _{B_{r}(x)}|u(y)-u(x)|dy=0}.

## Věta o Lebesgueových bodech
Buď {\displaystyle u\in L_{loc}^{1}(\mathbb {R} ^{d})}. Pak skoro všechny body {\displaystyle x\in \mathbb {R} ^{d}} jsou Lebesgueovy body funkce {\displaystyle u}.